# Анунцијата (Савона)
Анунцијата је насеље у Италији у округу Савона, региону Лигурија.
Према процени из 2011. у насељу је живело 13 становника. Насеље се налази на надморској висини од 327 м.